# 白井賢胤
白井 賢胤（しらい かたたね）は、安芸国の国人領主 白井氏の当主。周防・長門国の戦国大名大内氏に仕えた後、毛利氏に降伏して小早川隆景に仕えた。

## 生涯
白井氏は「胤」を通字とする千葉氏の一族で、その一族である安芸白井氏は安芸郡天竜山の府中城を本拠地とし、代々、守護職安芸武田家被官の警護衆であったが、大内方との度重なる戦闘の末に、大永7年（1527年）4月24日、祖父にあたる白井膳胤の代に大内方に寝返った。
父の白井房胤は、天文20年（1551年）の大寧寺の変での、陶隆房（晴賢）の大内義隆殺害に深く関与した人物で、大内義隆被官の石見国の国人領主であった吉見正頼が、この政変に反旗を翻すとその討伐に赴いた。
結果として大内家を乗っ取る形になった大内氏重臣の陶氏との関係が深く、賢胤の名乗りの「賢」も陶晴賢の偏諱と推測される。
天文22年（1553年）、備後国旗返城の領有問題を契機に陶氏と毛利氏の関係が決定的に悪化する。天文23年（1554年）5月には府中城とセットを成す仁保島城が毛利軍によって攻撃され、賢胤は府中出張城に引き上げる。6月には折敷畑(明石)合戦で、陶家臣宮川房長が毛利元就の奇襲で討死する大敗を喫する。10月、賢胤は大内水軍の「警護奉行人」 (大内水軍総司令官)に任命され、広島湾岸各地を襲撃し、天文24年（1555年）3月には、保木と連動して仁保島城奪回を目指し攻撃するも、仁保島城将香川光景に撃退され、海田の海戦では毛利方水軍の阿曽沼広秀に撃退される。ただ、野間隆実の拠点の保木に対する調略は上々に進行し、川内警護衆のトップクラスの将2名を含む400余騎の加勢勢力を送り込むことには成功していた。
毛利軍の攻撃で4月には山城の矢野城に追い上げられた野間隆実を囲み最終攻撃の直前まで戦局が進行した段階で熊谷信直の扱いの斡旋。「ともかうも信直計らはれ候へ」との元就の言葉を受けて、信直が戦後処理の全責任を負い、加勢した勢力や調略を受けた者は誅殺、隆実も殺害された。
ほぼ同時期に賢胤も府中出張城から逃亡した。賢胤は周防国の宇賀島に引いた後、宮島に築城された宮尾城（城将：己斐直之、新里宮内少輔）の攻撃にも主力として加わったが、攻略することはできなかった。これら毛利氏の勝利に業を煮やした陶晴賢は、大内軍の主力20,000を率いて宮島に上陸し、厳島の戦いの火蓋が切られた。毛利元就の奇襲によって大内軍は大混乱の後に壊滅。陶晴賢も自害した。
この戦いの後も、賢胤は大内氏に仕え続けたが、防長経略の結果、弘治3年（1557年）大内義長が且山城にて自害すると、毛利氏に臣従。小早川隆景の下に付けられ、義理の兄弟である乃美宗勝らとともに毛利水軍の一員として活動した。この時期から官職名は縫殿助に引き下げられたものと思われる。
没年は、天正3年（1575年）の石山合戦での白井縫殿助戦死の伝があるが、天正15年（1587年）、賢胤の嫡子・晴胤（はるたね）が豊臣秀吉の九州征伐の際に戦病死した事を伝える書状が、小早川隆景から賢胤宛に送られているともされている。

## その他
異説として、白井房胤（ふさたね）と、その子とされる白井賢胤は同一人物という説もある（この場合、父は白井膳胤（妻は熊谷膳直（元直の父）の姉または妹）ということになる）。房胤の「房」も陶氏から受けたものであり、その説が正しかった場合、初めは隆房の「房」の字を受けて房胤、のち隆房が晴賢に改名すると重ねて偏諱を与えられて賢胤と名乗ったということになる。但し、多くの系図では父子関係にあったとしている。房胤・賢胤がどの世代であるかも推定が難しいため、それによっては房胤は隆房の父・興房から1字を受けた可能性もある。
一方、賢胤の嫡男である晴胤も陶晴賢の「晴」の字を賜ったものと考えられる。「晴」の字は、将軍・足利義晴→大内晴英（義長の初名）→陶晴賢と下賜されてきたものであり、破格の待遇を受けていたことがうかがえる。
孫（晴胤の子）の景胤（かげたね）は主君の小早川隆景より「景」の字を受けている。